# 북아프리카코끼리

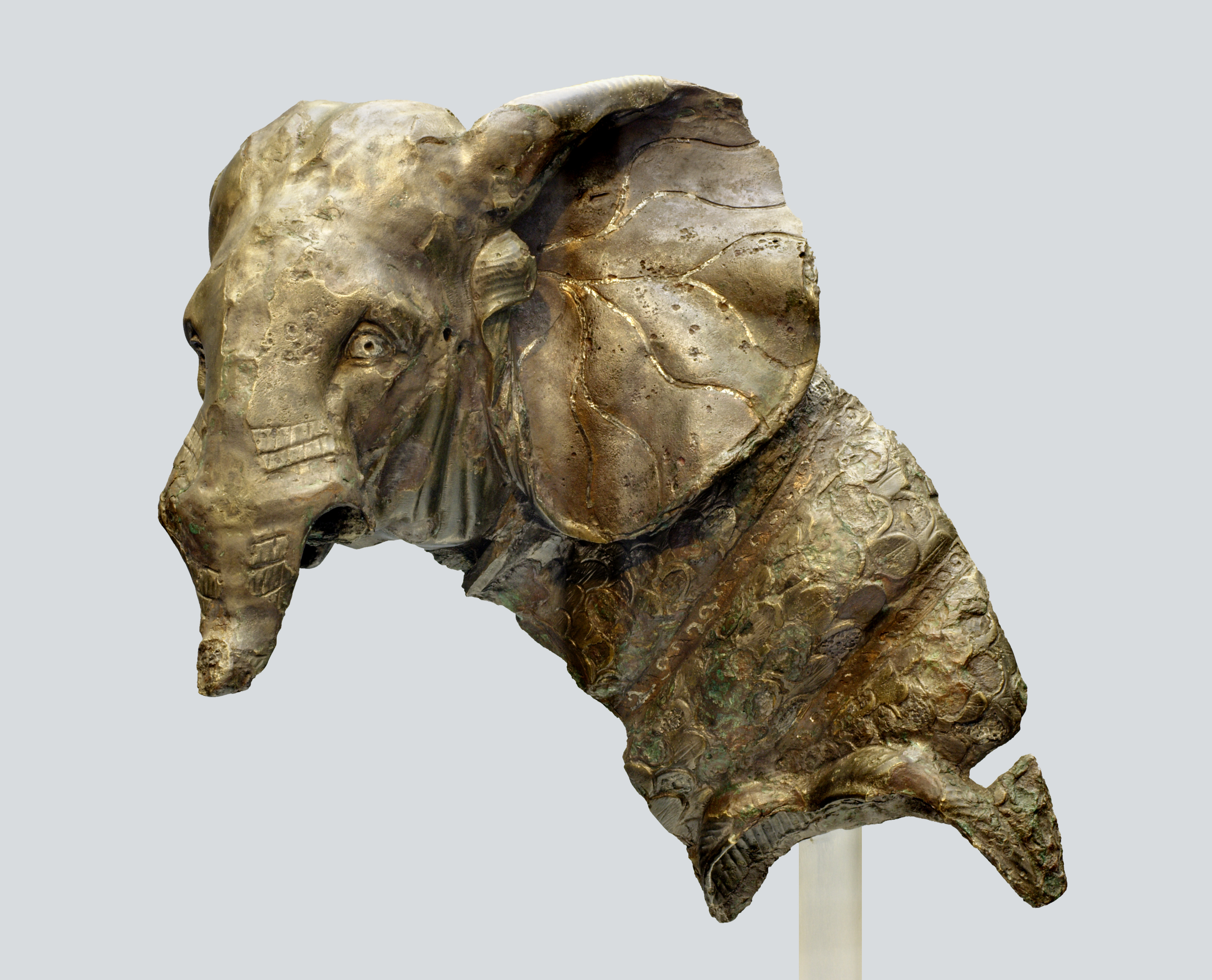
로마 청동상으로 제작된 북아프리카코끼리

북아프리카코끼리(North African elephant, Loxodonta africana pharaohensis)는 아프리카코끼리 또는 아프리카 사바나코끼리의 멸종된 아종 중의 하나로, 사하라 사막 이북에 서식하였다. 고대 카르타고 등 북아프리카 국가들의 전쟁용 코끼리로 이용되었다. 카르타고의 프레스코화 및 청동상을 통해 크기는 약 2.5미터(약 8피트 2인치)였다. 북아프리카 코끼리는 현대의 아프리카 사바나 코끼리보다 작았으며, 아마도 현대 둥근귀 코끼리와 비슷한 크기였을 것이다. 그러나 아프리카코끼리의 전형적인 신체적 특징인 큰 귀와 오목한 등을 하고 있었다.
서식지는 사하라사막 이북 지역으로 이집트에 서식했고 북아프리카를 가로질러 현재의 수단에서부터 에리트레아 해안 일대까지 서식하였다. 골격으로는 1948년 파울 에드워드 피어리 데라냐갈(Paulus Edward Pieris Deraniyagala)이 이집트 파이윰에서 발견한 것이 대표적인 표본이 있다. 기원전 2세기 경에 멸종하였다.